# Gynaephila
Gynaephila is een geslacht van vlinders van de familie spinneruilen (Erebidae), uit de onderfamilie Herminiinae.

## Soorten
- G. icterica Fletcher, 1961
- G. maculifera Staudinger, 1892
- G. melanomma Hampson, 1902
- G. nigripalpis Hampson, 1916
- G. xanthopis Hampson, 1961